# Würgegalgen

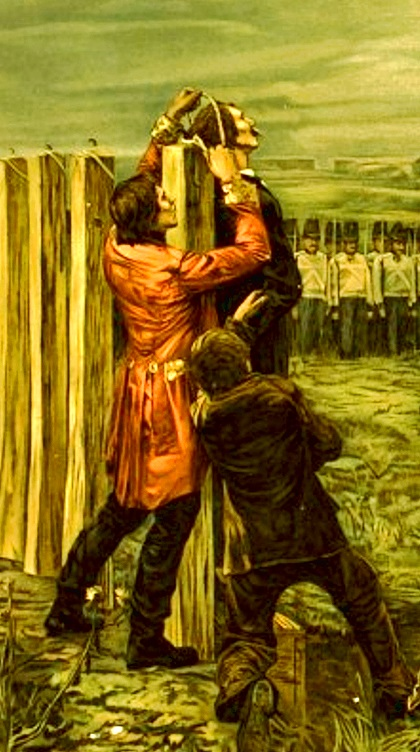
Darstellung der Exekution am Würgegalgen: Die Gehilfen heben den Todeskandidaten empor, während ihm der Scharfrichter von hinten die Schlinge um den Hals legt (Ausschnitt aus dem Gemälde Hinrichtung der Märtyrer von Arad von János Thorma).

Josef Lang nach der Hinrichtung von Cesare Battisti am Würgegalgen (1916)

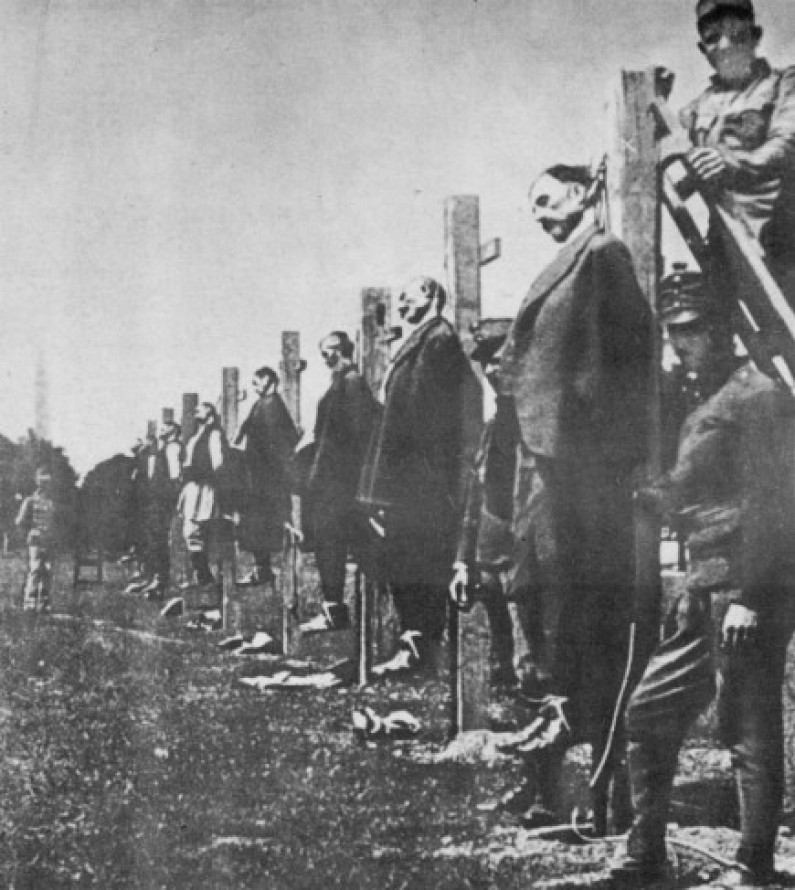
Österreichische Soldaten bei der Hinrichtung von Serben (1916)

Der Würgegalgen ist eine Vorrichtung zur Hinrichtung, wobei die Tötung durch Hängen und Würgen am Hals erfolgt. Besonders häufig wurde der Würgegalgen zwischen 1870 und 1950 in Österreich verwendet, er kam in dieser Zeit und danach aber auch in Ungarn und in der Tschechoslowakei zum Einsatz.

## Wirkungsweise
Der Würgegalgen basiert auf demselben Prinzip wie die spanische Garrotte; im Unterschied zur Garrotte, die auch als Instrument zur Folter diente, wurde der Würgegalgen ausschließlich zur Hinrichtung verwendet. Instrumente dieser Art gab es schon seit dem 17. Jahrhundert, bereits in der Zeit des Dreißigjährigen Krieges war der Würgegalgen als eine von mehreren Galgenformen bekannt. Das Hängen wurde dabei an einem Richtpfahl vollzogen, an dem oben ein Seil an einem Haken befestigt war. Der Scharfrichter stand hinter dem Pfahl auf einem Podest. Bei der Hinrichtung brachten zwei Gehilfen den Todeskandidaten herbei, stellten ihn mit dem Rücken an den Pfahl und hoben ihn empor. In diesem Moment legte ihm der Scharfrichter die Schlinge um den Hals; der Wiener Henker Josef Lang verwendete dazu eine kurze Doppelschnur aus Hanf, die sehr weich und eingeseift war. Auf Kommando des Scharfrichters wurde der Delinquent dann von den Gehilfen an den Schultern nach unten gedrückt. Dabei kam es sofort zur Unterbrechung der Blutzufuhr zum Gehirn. Der Delinquent blieb nach der Hinrichtung noch mindestens eine Stunde lang am Pflock hängen, dann wurde er obduziert und bestattet.

## Geschichte
In der Donaumonarchie war der Würgegalgen spätestens seit 1870 das staatlich approbierte Hinrichtungsinstrument und kam bis zu ihrem Ende 1918 zum Einsatz, danach noch in einigen der Nachfolgestaaten. Einer Zeichnung folgend, wäre die letzte öffentliche Hinrichtung an Georg Ratkay am 30. Mai 1868 mit einem solchen Gerät vollzogen worden, nachdem er am 20. Mai in einem ordentlichen Verfahren zum Tode verurteilt worden war. Das Urteil wurde ihm am 28. Mai bekanntgegeben. Besondere Bekanntheit erlangte der Würgegalgen durch den Wiener Henker Josef Lang. Er missbilligte die angelsächsische Methode des Hängens durch Fall mit langem Seil durch die sich öffnende Bodenklappe (Long Drop), weil sie seiner Meinung nach unnötig große und lang dauernde Qualen verursache. Eine Hinrichtungsdauer von mehr als einer Minute hielt Josef Lang für eine „rohe Abschlachtung“ und war überzeugt, dass die Strangulation bei seiner Methode „nicht die mindesten Schmerzen“ bereite, ja vielmehr „angenehme Gefühle“ auslöse. Als Beweis führte er einen Strangulierungsversuch an, den er einmal durch seine Gehilfen an sich habe vornehmen lassen. Nicht selten wurden in dieser Zeit nach Hinrichtungen Fotografien des Scharfrichters und seiner Gehilfen mit dem Toten als „Souvenirs“ angefertigt, so etwa die Aufnahme Josef Langs mit dem von ihm am 12. Juli 1916 hingerichteten Cesare Battisti.
Im Ersten Weltkrieg fand diese Hinrichtungsmethode häufig bei der österreichisch-ungarischen Armee Anwendung. Dabei handelte es sich um standrechtliche Exekutionen von tatsächlichen oder vermeintlichen Feinden wie Partisanen, Saboteuren. Da hierbei nicht immer ein Podest zur Verfügung stand, wurde oft eine einfache Holzleiter hinter dem Richtpfahl verwendet.
Zwischen 1918 und 1933 war die Todesstrafe in Österreich abgeschafft, wurde aber während des Ständestaats unter Engelbert Dollfuß am 11. November 1933 über das Standrecht wieder eingeführt. Zum meistbeschäftigten Henker dieser Zeit wurde Johann Lang, der Neffe des in der Zwischenzeit verstorbenen kaiserlichen Henkers. Als Helfer Johann Langs bei Hinrichtungen fungierten ein Fiakerfahrer und ein Markthändler. Als ersten Verurteilten hängten sie am 11. Jänner 1934 in Graz den wegen Brandstiftung verurteilten Peter Strauß. Im Laufe des Jahres kam es, durch Lang und weitere Scharfrichter, zu einer größeren Anzahl von Hinrichtungen aufgrund politisch motivierter Vergehen. Im Juni 1934 führte eine Gesetzesänderung die Todesstrafe auch für ordentliche Verfahren wieder ein. Zwischen 1933 und 1938 wurden 45 Personen  nach österreichischem Recht hingerichtet. Die Hinrichtungsmethode wurde während des Nationalsozialismus gelegentlich auch in Deutschland angewendet. Dies ist unter anderem vom KZ Sachsenhausen in Oranienburg bei Berlin bekannt.
Nach dem Zweiten Weltkrieg wurde der Würgegalgen weiter verwendet, zuletzt am 24. März 1950, als im Landesgericht für Strafsachen Wien der Raubmörder Johann Trnka hingerichtet wurde. Es war dies auch die letzte Exekution nach österreichischem Recht.